# 布萊滕旺
布萊滕旺是奥地利蒂罗尔州罗伊特县的一个市镇。总面积18.9平方公里，总人口1571人，人口密度83.1人/平方公里（2005年）。